# Odieta
Odieta ist ein Ort und eine Gemeinde (municipio) mit 378 Einwohnern (Stand: 2024) in der autonomen Gemeinschaft Navarra im Norden von Spanien. Die Gemeinde besteht aus den Ortschaften Anocíbar, Ciáurriz, Gascue, Guelbenzu, Guenduláin, Latasa, Ostiz und Ripa (Erripa). Der Verwaltungssitz befindet sich in Ripa (Erripa).

## Lage und Klima
Odieta liegt in ca. 520 m Höhe und ist ca. zwölf Kilometer (Fahrtstrecke) in nördlicher Richtung von der Regionalhauptstadt Pamplona entfernt. 

## Bevölkerungsentwicklung
| Jahr      | 1970 | 1981 | 1991 | 2001 | 2011 | 2021 |
| Einwohner | 340  | 326  | 318  | 318  | 357  | 362  |

## Sehenswürdigkeiten
- Thomaskirche in Anocíbar
- Katharinenkirche in Ciáurriz
- Stefanskirche in Gascue
- Urbanuskapelle in Gascue
- Johanniskirche in Guelbenzu
- Martinskirche in Latasa
- Johannes-der-Täufer-Kirche in Ostiz
- Martinskirche in Ripa
- Eulalienkirche in Guenduláin

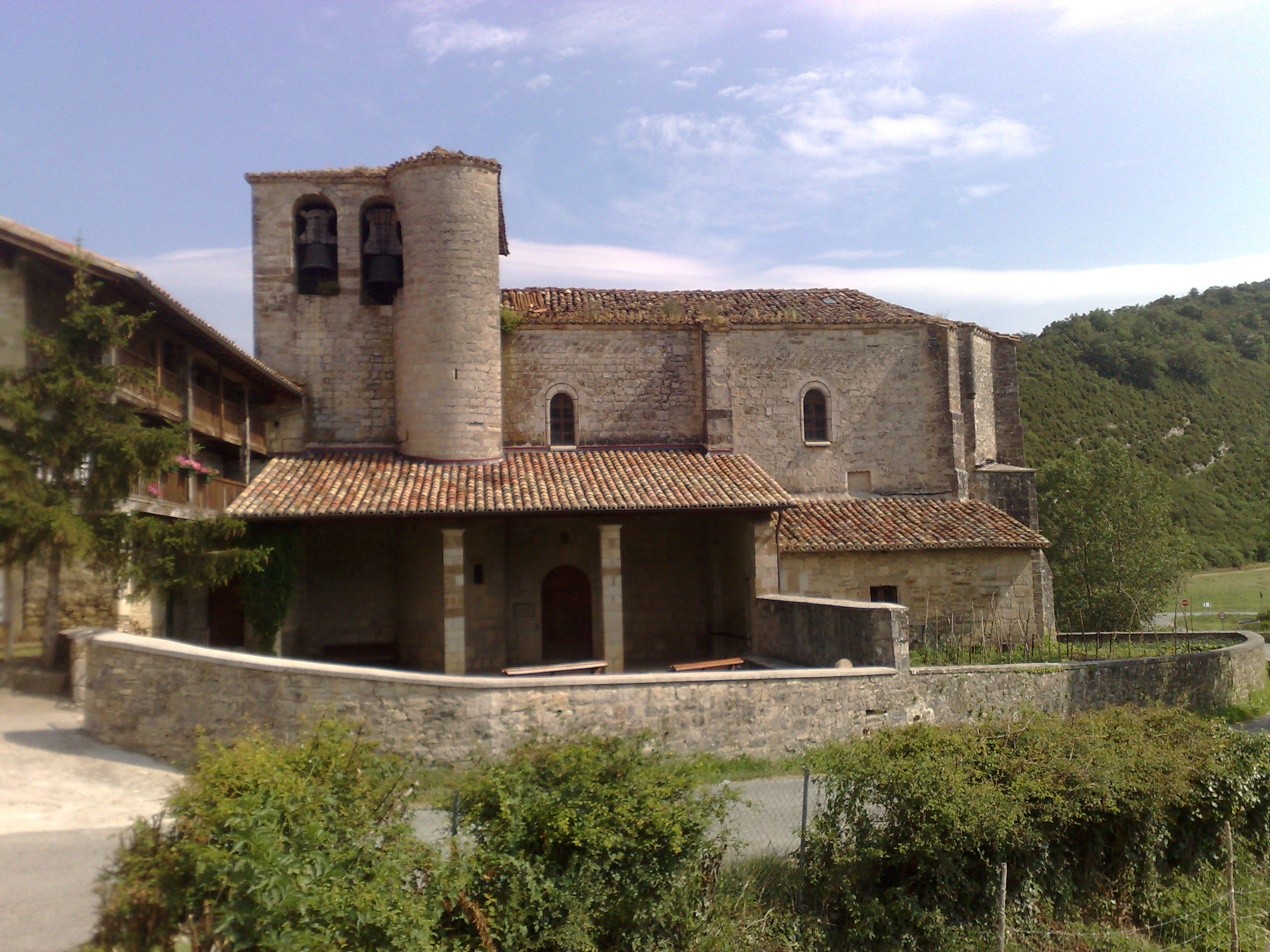
Katharinenkirche
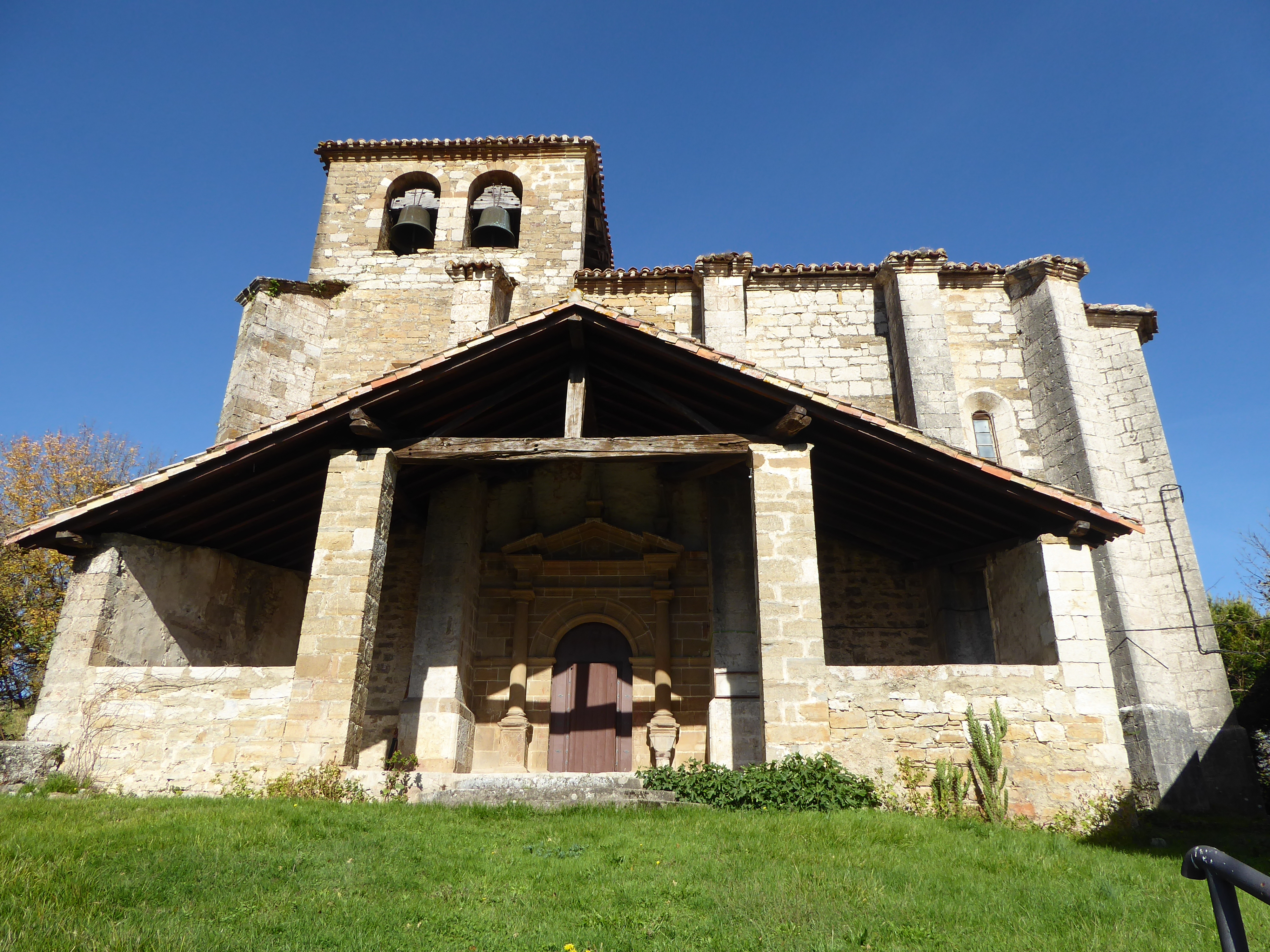
Stefanskirche
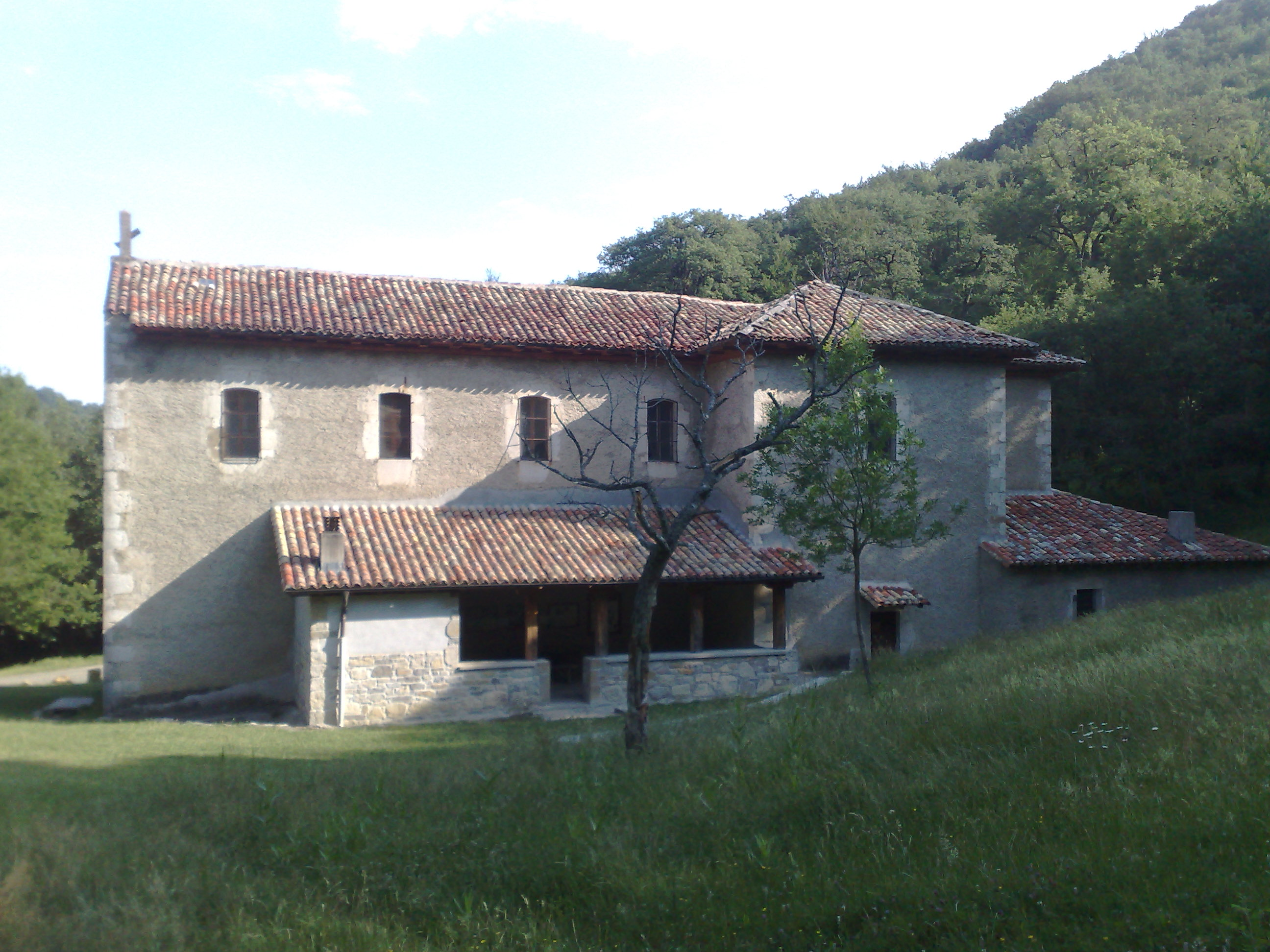
Urbanuskapelle in Gascue
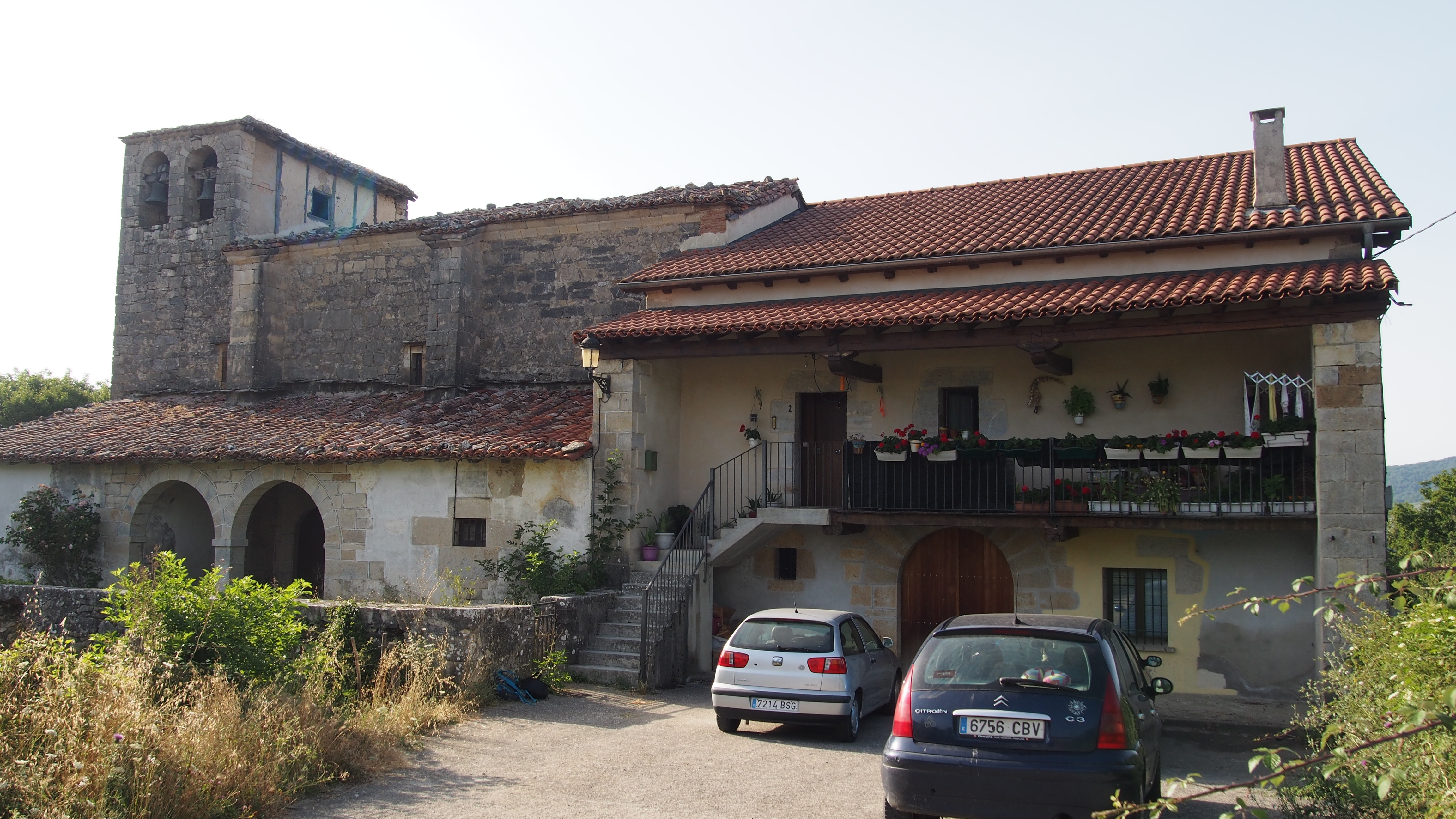
Johanniskirche
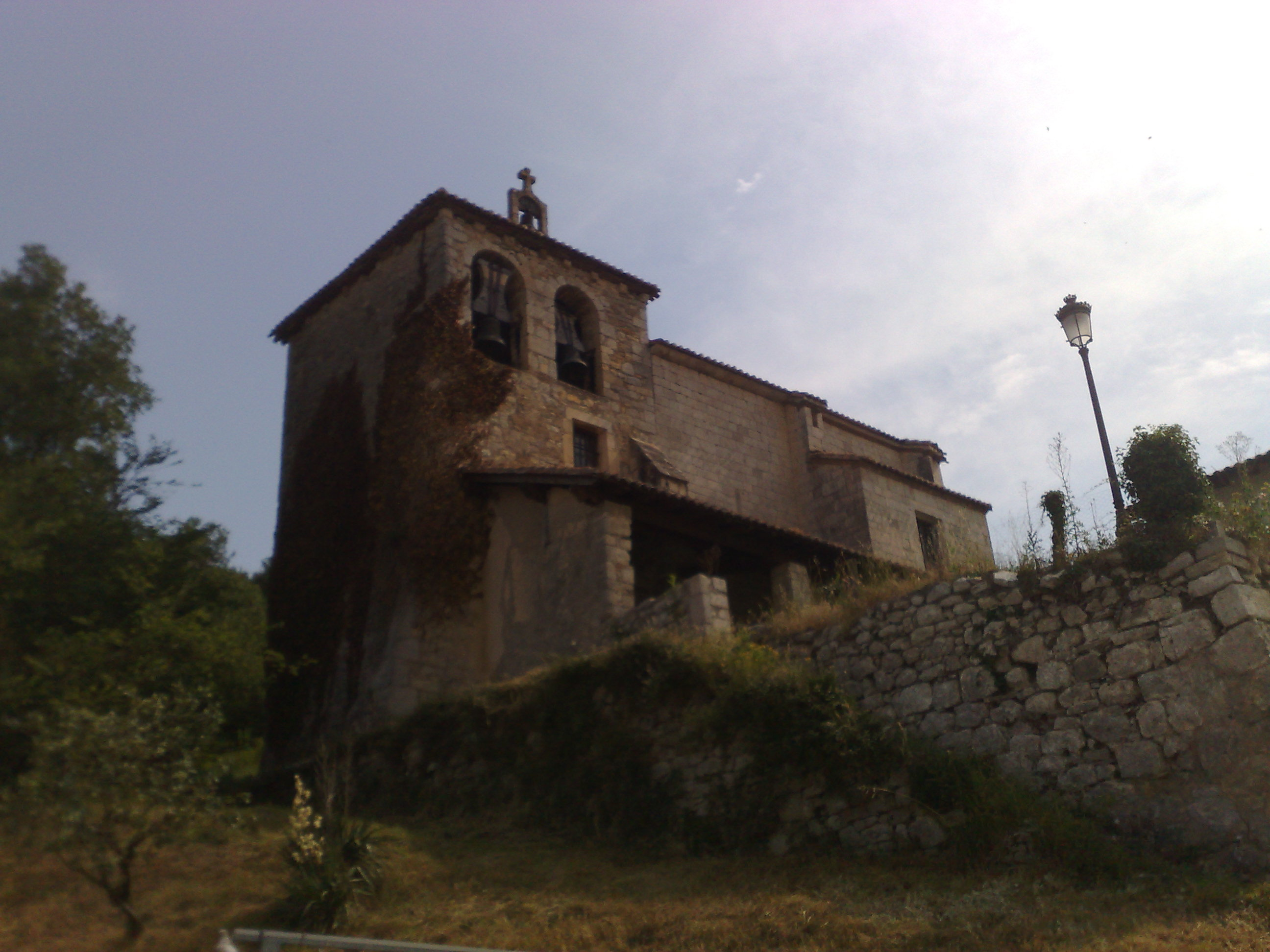
Martinskirche in Ripa
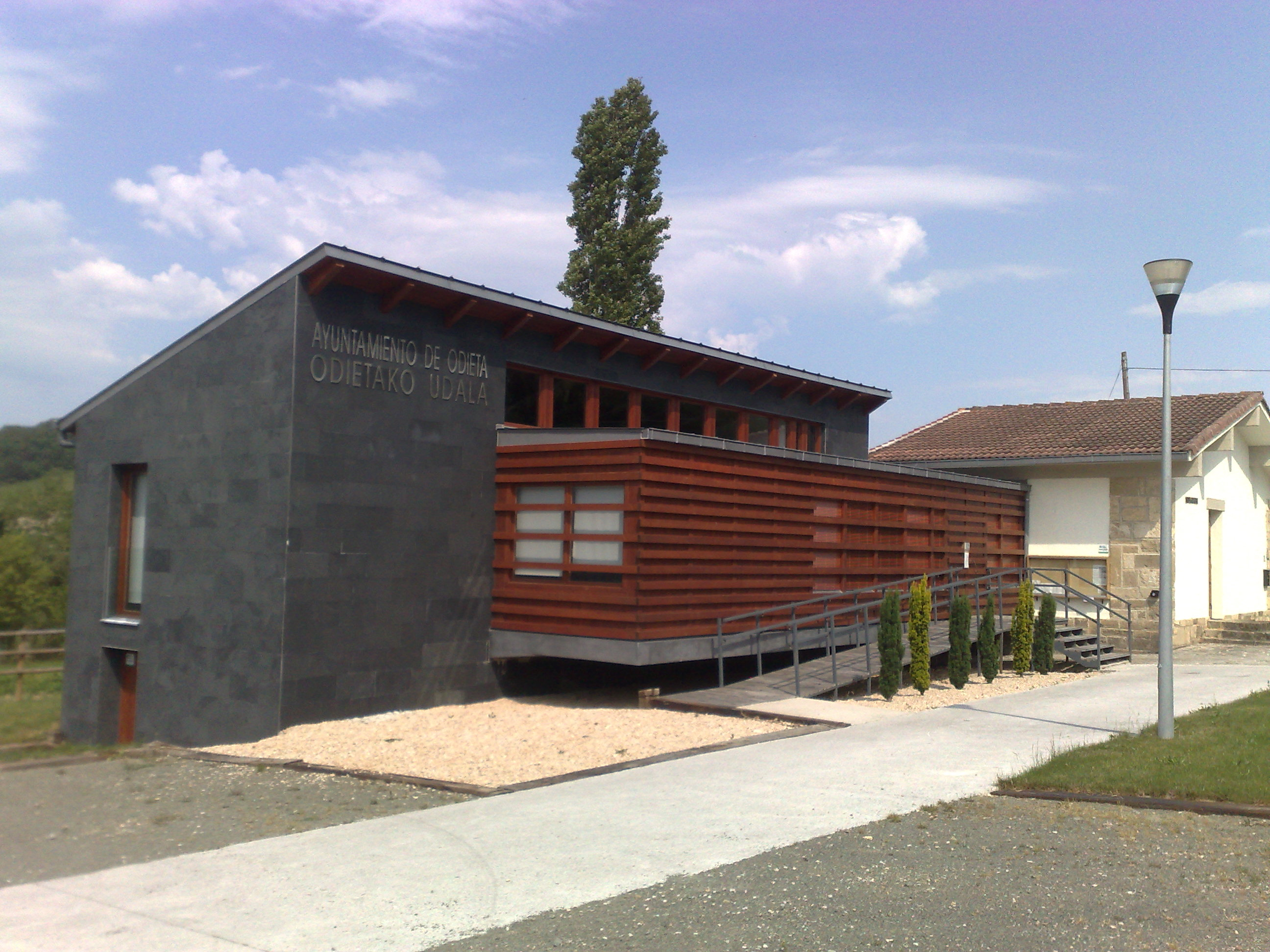
Rathaus